# Rondo à la mazur
El Rondo à la mazur en fa mayor, op. 5, es una pieza para piano escrita por el compositor polaco Frédéric Chopin en 1826, cuando tenía 16 años, y publicado en 1828. Fue el segundo de sus cuatro rondós, y está dedicado a la condesa Alexandrine de Moriolles, hija del conde de Moriolles, que fue la tutora del hijo adoptivo del gran duque Constantino, gobernador de Varsovia. Es el único de los cuatro rondós que no está escrito con un compás de 2/4.
Chopin escribió la pieza mientras estudiaba en el Conservatorio de Varsovia. Es una pieza de bravura, y técnicamente más segura que su Opus 1, el Rondó en do menor. Su maestro Józef Elsner también había escrito dos rondós marcados à la mazur, y pueden haber inspirado el título, pero el rondó de Chopin no muestra la influencia de Elsner. En cambio, hay mucha originalidad de Chopin.
El tema de apertura, en fa mayor, tiene el ritmo de una mazurca. Aparece un segundo tema, en si bemol, marcado Tranquillamente e cantabile, antes de que regrese el tema principal. La pieza es notable por el uso muy temprano de Chopin del cuarto grado alterado en sostenido, característico del modo lidio.
Robert Schumann escuchó por primera vez el Rondo à la mazur en 1836, y lo llamó "encantador, entusiasta y lleno de gracia. Quien todavía no conozca a Chopin, será mejor que empiece a conocer esta pieza".